# Yohann Zveig
 (octobre 2023).
Yohann Zveig est un compositeur et producteur de cinéma français, né le 10 octobre 1979 à Paris.

## Éléments biographiques
Spécialisé dans la musique à l'image pour le cinéma, la télévision et les grands événements, il crée la société BOBURST Productions en 2004.
Il signe la bande originale de son premier long-métrage, La Moitié du Ciel (film), réalisé par Abdelkader Lagtaâ et produit par Christophe Stathopoulos (DGDP).
Le film a fait partie de la sélection "Coup de Cœur" au dernier Festival international du film de Marrakech,
a remporté deux prix au Festival national du film de Tanger
(février 2015) : le Prix du Meilleur Scénario et le Prix du Public,
le Prix Spécial du Jury au Festival Méditerranéen d'Alexandrie
et également le Prix des Droits de l'Homme au Festival International des Cinémas Méditerranéens de Tétouan
Depuis le début de l'année 2015, sa deuxième passion, le cinéma, le pousse à produire des films. Il commence par des courts-métrages tel que Bleu Comme la Mère ou Honni Soit qui mal y Pense de Sarah-Laure Estragnat ou L'En-Vie" d'Aline Gaillot avec Christophe Offenstein en tant que Directeur de la photographie et Alexandre Brasseur parmi les comédiens, ou encore "Premier Jour" de Yohann Charrin avec notamment Thierry Neuvic et Alain Figlarz.
Puis Yohann Zveig décide de développer sa carrière aux États-Unis où il produit de la musique de film et des longs-métrages. Sa première collaboration est sur le film "Heavy"
(en coproduction avec la société FullDawa Films) avec pour casting principal les acteurs Sophie Turner (Games of Thrones, X-Men...) et Daniel Zovatto.
Plus récemment, Yohann Zveig a produit un long-métrage en France qui se nomme Mise au Vert réalisé par Yohann Charrin sortie en salle le 20 septembre 2023 et distribué par la société KapFilms.

## Compositions et productions
- Heavy (long-métrage) (2019)

Co-production du long-métrage réalisé par Jouri Smit , réunissant les acteurs Sophie Turner (Games of Thrones, X-Men...) et Daniel Zovatto.
- Et Voilà ! (court-métrage) (2019)

Production du court-métrage réalisé par Philippe Bozo et composition de la musique originale.
- Play or Die (long-métrage) (2018)

Co-production du long-métrage réalisé par Jacques Kluger, co-composition de la musique originale.
- Honni soit qui mal y pense (court-métrage) (2017)

Production du court-métrage réalisé par Sarah-Laure Estragnat et composition de la musique originale.
- Bleu comme la mère (2017)

Production du court-métrage réalisé par Sarah-Laure Estragnat et composition de la musique originale.
- FIFA Ballon d'or 2015 (janvier 2016)

Composition et habillage musical de la cérémonie diffusée dans le monde entier (150 pays). Environ 1h30 de musique qui inclut générique, magnétos, remise des prix, etc. La cérémonie de remise du FIFA Ballon d'or 2014 a lieu à Zurich (Suisse) le 11 janvier 2016 et est retransmise en direct.
- Premier Jour (court-métrage) (2016)

Co-production du court-métrage réalisé par Yohann Charrin et composition de la musique originale.
- L'En-Vie (court-métrage) (2016)

Production du court-métrage, réalisé par Aline Gaillot.
- When time is short (2015)

Composition de la musique originale du court-métrage, réalisé par Sarah-Lou Duriez.
- La Moitié du Ciel (film) (2015)

Composition de la musique originale du long-métrage, réalisé par Abdelkader Lagtaâ.
- Résistance (2014)

Composition de la musique originale du court-métrage, réalisé par Amine Chiboub.
- FIFA Ballon d'or 2014 (janvier 2015)

Composition et habillage musical de la cérémonie diffusée dans le monde entier (150 pays). Environ 1h30 de musique qui inclut générique, magnétos, remise des prix, etc. La cérémonie de remise du FIFA Ballon d'or 2014 a lieu à Zurich (Suisse) le 12 janvier 2015 et est retransmise en direct.
- Le Printemps du Cinéma (2014)

Composition de la musique originale du Printemps du Cinéma 2014.
- FIFA Ballon d'or 2013 (janvier 2014)

Composition et habillage musical de la cérémonie diffusée dans le monde entier (150 pays). Environ 1h30 de musique qui inclut générique, magnétos, remise des prix, etc. La cérémonie de remise du FIFA Ballon d'or 2013 a lieu à Zurich (Suisse) le 13 janvier 2014 et est retransmise en direct.
- Offizielle DFB-Hymne (2013)

Composition du nouvel hymne officiel de la Deutscher Fussball-Bund (DFB) ,, soit la Fédération allemande de football.
- Ligue Europa Finale 2013 AMSTERDAM (mai 2013)

Composition de la cérémonie d'ouverture de la finale de la Ligue Europa diffusée en direct dans plus de 160 pays. Setup & live performance de 25 minutes + remise de la coupe.
- Midi en France (2013)

Composition et habillage musical de l'émission et des reportages. Quotidienne présentée par Laurent Boyer, diffusée sur France 3.
- Le Printemps du Cinéma (2013)

Composition de la musique originale du film-annonce du Printemps du Cinéma 2013.
- FIFA Ballon d'or 2012 (janvier 2013)

Composition et habillage musical de la cérémonie diffusée dans le monde entier (150 pays). Environ 1h30 de musique qui inclut générique, magnétos, remise des prix, etc. La cérémonie de remise du FIFA Ballon d'or 2012 a lieu à Zurich (Suisse) le 7 janvier 2013 et est retransmise en direct.
- Histoire d'un rêve (2013)

Composition du générique et habillage musical du programme, diffusé sur France 2 puis sur TF1 (depuis janvier 2014).
- Ligue Europa Finale 2012 BUCAREST (mai 2012)

Composition de la cérémonie d'ouverture de la finale de la Ligue Europa diffusée en direct dans plus de 125 pays. Setup & live performance de 25 minutes + remise de la coupe.
- FIFA Ballon d'or 2011 (janvier 2012)

Composition et habillage musical (1h30 de musique) de la cérémonie du FBO 2012, diffusée en direct dans le monde entier.
- Jean-Louis David (2011)

Générique du billboard, diffusé sur M6, Paris Première, TEVA et à l'international.
- Ligue Europa Finale 2011 DUBLIN (mai 2011)

Composition de la cérémonie d'ouverture de la finale de la Ligue Europa diffusée en direct dans 104 pays. Setup & live performance de 25 minutes + remise de la coupe.
- SCREAM remix by Deejay Sage (février 2011)

Production et réalisation du remix du titre Scream de Michael Jackson par Deejay Sage.
- FIFA Ballon d'or 2010 (janvier 2011)

Composition et habillage musical de la cérémonie diffusée en mondiovision (150 pays). La musique dure 1h30 et inclut générique, magnétos, remise des prix, etc. La cérémonie de remise du FIFA Ballon d'Or 2010 est organisée à Zurich (Suisse) le 10 janvier 2011 et retransmise en direct.
- Ligue Europa Finale 2010 HAMBOURG (mai 2010)

Composition de la cérémonie d'ouverture de la finale de la Ligue Europa diffusée en direct dans 104 pays. Setup & live performance de 20 minutes + remise de la coupe.
- Nous Nous Sommes Tant Aimés (2010)

Composition et habillage musical du documentaire de 26 minutes. Plus de 180 épisodes diffusés sur France 3.
- L’Affiche du Jour (2010)

Générique et habillage du programme court diffusé tous les jours à 12h55 sur TF1.
- Jean-Louis David (2010)

Générique du billboard, diffusé sur M6, Paris Première, TEVA et à l'international.
- C’est Quoi la Tendance ? (2010)

Générique et habillage du programme court diffusé sur M6, Paris Première et TEVA.
- Ligue Europa Anthem (2009)

Composition du nouvel hymne officiel de la Ligue Europa.

## Projet Ligue Europa
En 2009, l'UEFA lance un appel d'offres dans le but de redynamiser sa compétition Coupe UEFA. Yohann Zveig s'y présente et se retrouve sélectionné parmi 22 candidats pour composer le nouvel hymne officiel de la Ligue Europa. Le morceau, intitulé Fantasy Football, est enregistré avec plus de 60 musiciens de l'orchestre de l'Opéra de Paris pendant l'été 2009
Il est diffusé avant chaque match de la Ligue Europa dans les stades de toute l'Europe, ainsi que lors de toutes les retransmissions mondiales.
Yohann Zveig devient également en 2010 le compositeur officiel des cérémonies d'ouverture des finales de la Ligue Europa. Il compose ainsi une rhapsodie contemporaine lors de la première finale de la compétition qui a lieu le 12 mai 2010 à Hambourg. Cette rhapsodie dure 20 minutes et se termine en apothéose avec la levée de la coupe de la Ligue Europa.
Il réitère le 18 mai 2011 avec une cérémonie orchestrée aux couleurs de l'Irlande, la finale se déroulant à Dublin. Cette fois il compose 25 minutes de musique originale jusqu'à la remise du trophée à l'équipe vainqueur de la compétition. Un moment unique qu'Yohann Zveig partage avec les fans et les téléspectateurs du monde entier.
Le 9 mai 2012, la cérémonie de la finale de la Ligue Europa se tient à Bucarest en Roumanie. Une fois encore Yohann Zveig compose la musique de la cérémonie d'ouverture qui accompagne une chorégraphie scénarisée, ainsi que la musique de la fin du match et de la remise des trophées aux équipes participantes.
La quatrième cérémonie de la compétition composée par Yohann Zveig se tient le 15 mai 2013 au stade Amsterdam ArenA à Amsterdam,

On peut entendre sur cette cérémonie la voix de la chanteuse Marie Martin

## Carrière solo
Parallèlement, Yohann Zveig mène une carrière de chanteur sous le nom de "ZVEIG". Il se produit régulièrement sur scène, notamment au Réservoir, à l'Alhambra et à l'Olympia lors de la soirée "Festival Génération Réservoir" en 2010.
Son premier album, Quelques minutes (Boburst/Sony), sort en janvier 2010.
Quelques mois auparavant, le single du même nom rencontre un franc succès et entre directement à la 28e place du classement GFK Music. Il y reste pendant quatre semaines.
Le clip "Quelques minutes" est diffusé sur de nombreuses de chaînes de télévision comme M6, MTV France, W9, MCM.

## Discographie
- Mechanica (Jolt Trailer Music, 2019)
- Trailer Ammo: Call & Response (Position Music, 2019)
- Epic Music Vol.2 (Position Music, 2018)
- Sound the Alarms (Glory Oath+Blood, 2018)
- Darkwater (Position Music, 2018)
- Vigor (RedCola, 2018)
- Musique originale du film La Moitié du Ciel (film) (Zveig Prod, 2018)
- King of Hearts (Grooveworx, 2017)
- Portal (Dos Brains, 2017)
- True Spirit (Dos Brains, 2017)
- Amsterdam Rhapsody (Zveig Prod, 2016)
- Bucharest Rhapsody (Zveig Prod, 2016)
- Dublin Rhapsody (Zveig Prod, 2016)
- Hamburg Rhapsody (Zveig Prod, 2016)
- Quelques Minutes (Boburst/Sony, 2009)